# Bibliai régészet

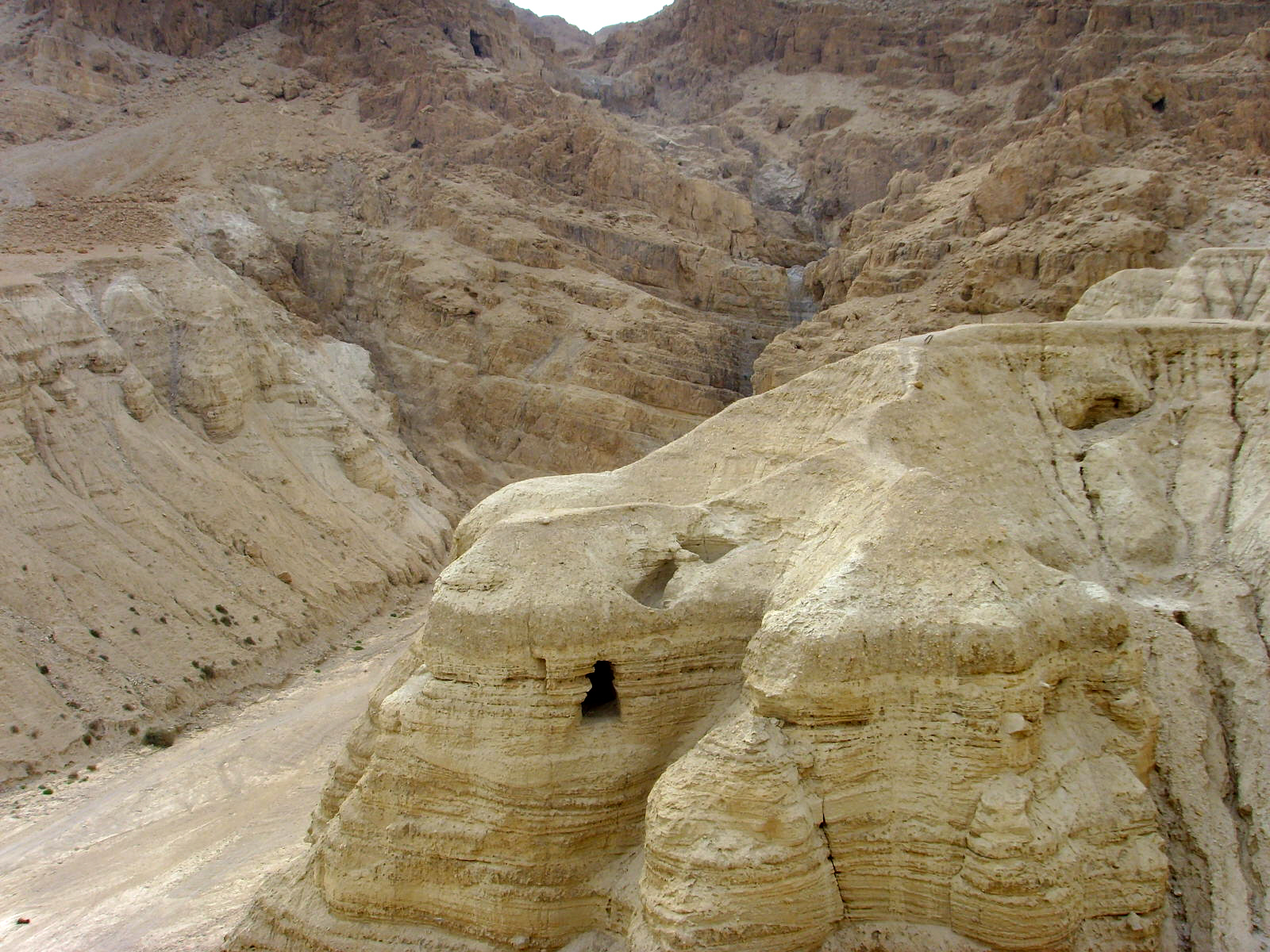
Kumrán, a Holt-tengeri tekercsek megtalálási helye

A bibliai régészet azokkal a régészeti leletekkel foglalkozó tudomány, melyek a Biblia tartalmával kapcsolatba hozhatóak. A Bibliában rengeteg helységnév, népcsoport, földrajzi útmutatás, időben pontosan behatárolt történelmi esemény, személynév van megemlítve. Ezeket a Bibliától független forrásokból érkezett információkkal összevetve, a Biblia történeti hitelességét kutatja.
Mivel az utóbbi 100 évben szokatlanul sok, a Bibliát igazoló régészeti lelet került elő, ez a tudományág egyre népszerűbb, az előzőleg jellemző általános szkepticizmussal ellentétben.

## Szempontok, állásfoglalások

### Tudományos, szakszerű megközelítés. Ebben négy csoport létezik,
1. akik maximálisan figyelembe veszik a Bibliában leírtakat, sőt az egyes állítások miatt kezdi meg a kutatást, ásatást.
2. A másik csoport azt állítja, hogy a Biblia nélkül, a modern eszközök segítségével kell meghatározni egy-egy leletet, ami így válik teljesen tudományossá.[4] Ez utóbbi nem zárja ki azt hogy végül is a Biblia alátámasztja a leletet.
3. A középen elhelyezkedők, akik a régészeti kutatások közben minden nem helyszíni adatot is mérlegelnek egy-egy lelet megítélésében. john Elbert szerint egyetlen lelet sem kérdőjelezte meg a Biblia hitelességét[5]
4. Túlzott óvatosság, akik a lelet birtokosai, megtörtént a Holt-tengeri tekercsek ügyében, hogy túlzott óvatosság, emberi hiúságok miatt majdnemhogy ötven évet kellett várni a tekercsek tartalmának részletes nyilvánosságra hozásával, amiatt sok gyanakodást, találgatásokat váltva ki a világban[6]
5. Kereskedői megközelítés. A középkorban valóságos iparág volt az ereklyék kereskedelme. Ebben az időszakban még nem tudták tudományosan alátámasztani a lelet eredetét és hitelességét. A megrendelők királyok,[7] vagy magas rangú emberek, saját maguk, vagy közvetítők által vásárolták, akik végül általában templomokba helyezték el a megszerzett ereklyét. A mai időnkben a politikai vagy katonai zavargásokat kijátszva, gyengén felügyelt helyeken illegális ásatásokat folytatnak megbízatásokkal.[8]

## Területe

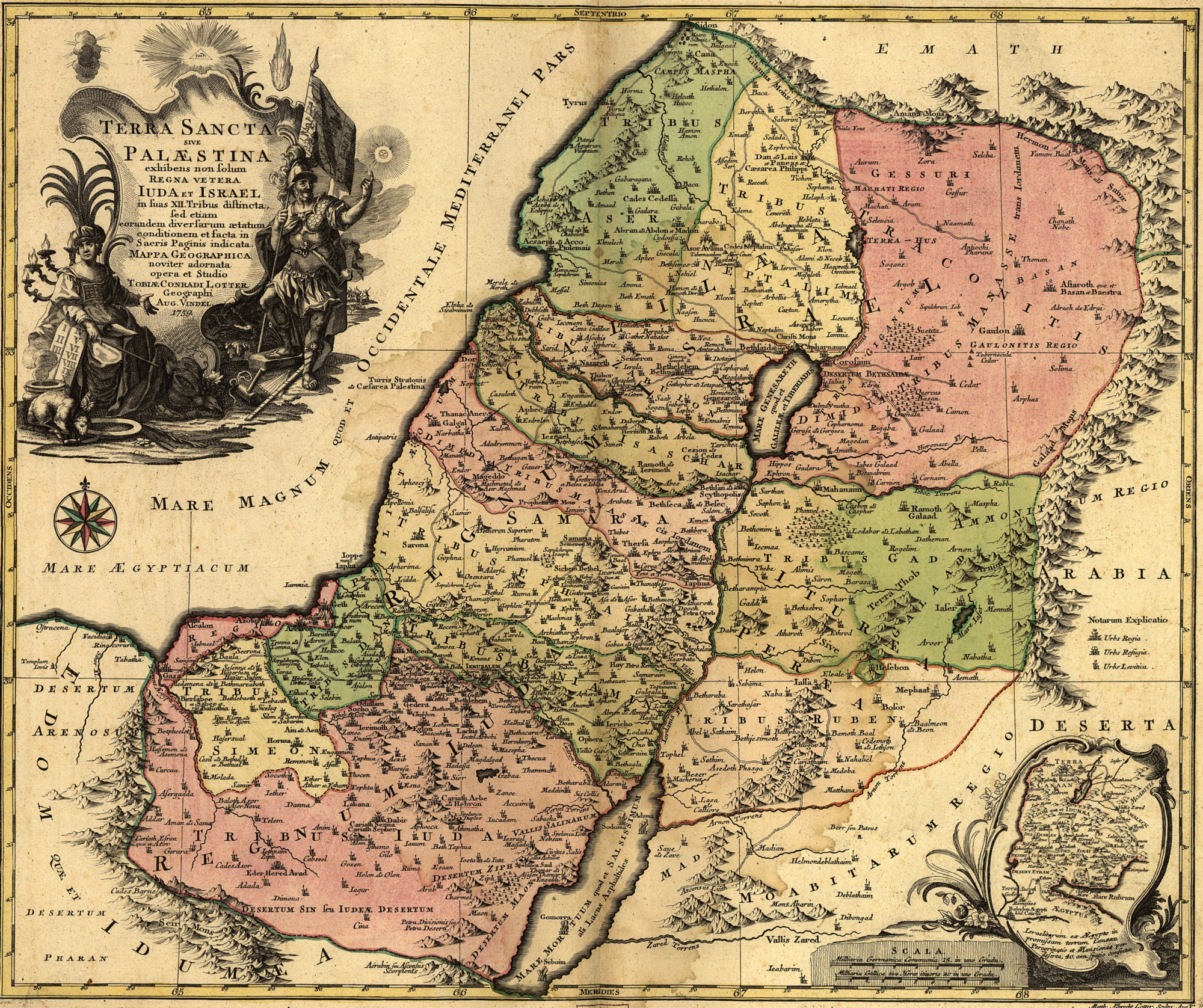
A Szentföld és "Palesztina" térképe 1759 (Kongresszusi Könyvtár Földrajz és térkép osztály Washington)

A Szentföld területe mindazok a helyek, országok, városok és romok, amit megemlít a Biblia.Így Izrael, Egyiptom, Jordánia, Szíria, Mezopotámia mai országai, Kis-ázsia, Görögország és Róma.

## Fontosabb leletek

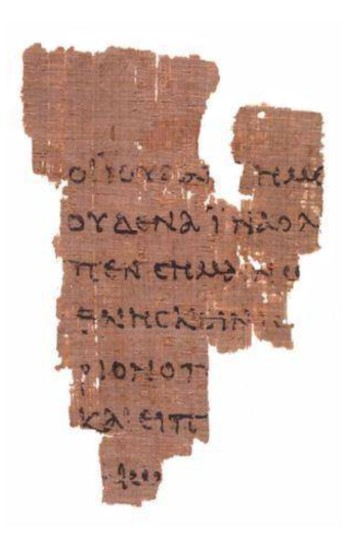
A P52-es jelzésű, vagy John Rylands papírusz

- Az első ismert "hivatalos" ásatást Szent Ilona, Nagy Konstantin római császár anyja rendelte el, Jeruzsálemben hogy megtalálja a Szent Keresztet, azaz azt a római kivégző eszközt, amelyen az Újszövetség szerint Jézus halt kínhalált.
- Erward Robinson 1820-ban bejárta a Szentföldet és rengeteg arab város nevéből következtetett a bibliában említett helység nevekre.[4]
- 1879 A kürosz-cilinder, amely igazolja azt a II. Kurus perzsa király rendeletét, hogy izrael népét vissza kell engedni a babiloni fogságból.[2]
- 1934 A legkorábbra datált evangélium papiruszdarab, P52-es jelzésű, vagy John Rylands papírusz
- 1947-ben egy pásztorfiú felfedezte a Holt-tengernél barlangokban a Holt-tengeri tekercseket, melyek bibliai szövegeket tartalmaznak.
- 1961 Poncius Pilátus felirat előkerülése
- 1990 Kajafás osszárium
- 2007 Heródes mauzóleum